# Oedocephalum laeticolor
Oedocephalum laeticolor är en svampart som beskrevs av Berk. & Broome 1865. Oedocephalum laeticolor ingår i släktet Oedocephalum, ordningen skålsvampar, klassen Pezizomycetes, divisionen sporsäcksvampar och riket svampar.   Inga underarter finns listade i Catalogue of Life.